# Новопетровский сельский совет (Великобелозёрский район)
Новопетровский сельский совет (укр. Новопетрівська сільська рада) — входит в состав
Великобелозёрского района
Запорожской области
Украины.
Административный центр сельского совета находится в селе Великая Белозёрка.

## Населённые пункты совета
- с. Великая Белозёрка
- с. Качкаровка
- с. Новопетровка